# Radici (miniserie televisiva 1977)
Radici (Roots) è una miniserie televisiva statunitense del 1977, basata sul romanzo omonimo di Alex Haley.
La serie, un grande successo televisivo di fine anni settanta, ha vinto numerosi premi, tra cui il Golden Globe nel 1978 quale miglior serie drammatica e numerosi Emmy.

## Trama
Gambia, 1750. Nel villaggio mandinka di Juffure, nasce Kunta Kinte, figlio di Omoro e Binta. Kunta, giunto all'età di quindici anni, viene condotto con altri coetanei nella foresta per l'iniziazione e la circoncisione, secondo i precetti dell'Islam. Tornato al villaggio, sua nonna gli ordina di tornare nella giungla per procurarsi un tronco di legno, così da poter fabbricare un tamburo per il suo fratellino, ma ben presto il giovane viene catturato dagli slatì, membri di altre tribù ingaggiati dai taubob (gli uomini bianchi) per catturare schiavi. Kunta sulla spiaggia per l'imbarco reincontra due suoi amici ora prigionieri, il suo maestro di lotta e la giovanissima Fenta. Kunta e gli altri sventurati meditano di ribellarsi all'equipaggio, ma il tentativo viene stroncato nel sangue. Giunto nel porto di Annapolis nel Maryland, Kunta viene venduto a Massa (deformazione della parola master, padrone) John Reynolds, su consiglio dello schiavo "Violino", riceve il nuovo nome di Toby e viene condotto in Virginia.
Kunta non accetta la sua condizione né il nuovo nome. È orgoglioso, più intelligente e ardimentoso degli altri schiavi neri per lo più nati in America, ormai resi passivi dalla schiavitù, così tenta più volte la fuga ma viene puntualmente riacciuffato ed infine punito duramente, con la mutilazione di parte di un piede. Rassegnato e venduto con altri al fratello dottore del primo padrone, Kunta viene assunto come cocchiere e sposa Mamy Bell. Kunta chiama sua figlia Kizzy che in lingua mandinka significa "colei che rimane (libera)". Kizzy crescendo impara dai racconti di Toby sull'Africa. La nipote del suo padrone, Missy (da miss) Anne, le insegna a leggere e scrivere.
Scoperto ciò, il dottor Reynolds vende la ragazza a Massa Moore, un vicino proprietario il quale la violenta appena giunta nella proprietà. Dallo stupro nasce George, che crescendo impara dal vecchio schiavo Mingo il mestiere di allenatore di galli da combattimento, da cui assumerà il soprannome di "Chicken George" ("Gallo George" nella versione italiana). Pur subendo la dura condizione di schiavo, George riesce a farsi estromettere dal lavoro nei campi, sperando un giorno, con la sua redditizia attività, di potersi affrancare anche dalla schiavitù. L'intento viene inficiato da Massa Moore, il quale trucca un incontro, a scapito del gallo di George. Questi va in Europa al seguito del suo padrone, per gestirne la proficua attività dei combattimenti, e rientra alcuni anni dopo, durante la Guerra Civile Americana, presso suo figlio Tom il Fabbro, al servizio di Massa Harvey.
Sono tempi duri. C'è frizione all'interno della comunità bianca del Sud schiavista perché il presidente Lincoln ha emanato il Proclama di Emancipazione, il decreto di abolizione della schiavitù che rende i Kinte, come tutti i neri americani, degli uomini liberi. Lo stesso George è oggetto di minacce da parte degli schiavisti. Gli stessi ex padroni tentano dapprima di spaventare i neri, specialmente i più carismatici, con ritorsioni e ingaggiando il Ku Klux Klan, o essendone parte essi stessi, e impedendo poi di abbandonare il Carolina del Nord. George però ha già comprato un terreno nel Tennessee e si mette in viaggio con la sua famiglia. Non sono ormai più schiavi: George rievoca commosso le figure di sua madre e di suo nonno, che non hanno potuto assistere a questo giorno. Un breve epilogo descrive la discendenza di Tom per il secolo successivo, con un'apparizione dell'autore del libro, Alex Haley, in modo da farne intendere la diretta relazione con i personaggi, suoi avi, di cui è riuscito con costanza a ricostruire la genealogia e le vicissitudini.

## Colonna sonora
La colonna sonora è stata composta in prevalenza da Gerald Fried, ma le musiche della prima puntata sono opera di Quincy Jones. È stata candidata per una quarantina di Emmy Award e ne vinse nove. Fu inoltre premiata con un Golden Globe ed un Peabody Award. La serie ebbe un seguito: Radici - Le nuove generazioni (1979). Nel 2016 è stata prodotta Radici, una miniserie remake andata in onda su History.
Il tema della sigla è arrangiato in base all'epoca dell'ambientazione, dal canto tribale africano delle prime puntate fino allo Spiritual americano della seconda metà dell'Ottocento.

## Distribuzione
È stata trasmessa per la prima volta in Italia da Rai 2 in otto puntate, ogni venerdì alle 20:40 a partire dall'8 settembre 1978.
Tra gli interpreti si segnalano LeVar Burton, Leslie Uggams, Ben Vereen, Brad Davis e Louis Gossett Jr.. La regia dello sceneggiato fu suddivisa tra David Greene (che diresse il primo episodio), Marvin J. Chomsky, John Erman e Gilbert Moses.

## Riconoscimenti (parziale)
- Golden Globe
  - 1978 - Miglior serie drammatica